# Веселовский, Константин Александрович
Константин Александрович Веселовский (1839—1902) — протоиерей Русской православной церкви, краевед.

## Биография
Родился в 1839 году. В 1860 году окончил Владимирскую духовную семинарию. С 1864 года — священник Покровской церкви города Вязники, С 1867 года — Троицкой церкви; с 1891 года — протоиерей.
Умер в 1902 году.

## Сочинения
Много публиковался. Главные его труды были напечатаны во «Владимирских губернских ведомостях»: «Вязниковский Благовещенский монастырь» (1865. — №№ 26—27); «Город Вязники. История его, древности и статистика» (1871. — №№ 24—26); «Летопись с. Акиншина, Вязниковского уезда» (1877. — №№ 31—36); «Книги описные 1689 г. Благовещенского монастыря Вязник. слободы» (1878. — №№ 20—26). Из других: «О разведении вишневых садов (сост. по многолет. практике вязник. садоводов)» (СПб.: тип. т-ва «Обществ. польза», 1871. — 20 с.; 2-е изд., знач. передел. и доп. рис. — СПб.: тип. М. М. Стасюлевича, 1887. — 35 с.: ил.), «Торжество освящения теплого Николаевского собора в городе Вязниках» (Владимир: печ. А. Александровского, [1874]. — 19 с.), «Святоезерская пустынь (Девичий монастырь) Гороховецкого уезда Владимирской губернии» (Владимир: тип. Губ. правл., 1882. — 30 с.; 2-е изд. — М.: типо-лит. А.С. Даниловой, 1894. — 32 с.), «Николай Львович Никитин, потомственный почетный гражданин, вязниковский 1-й гильдии купец (Некролог)» (Владимир, 1886. — 56 с.), «Торжество пятидесятилетия священства протоиерея города Иваново-Вознесенска, Крестовоздвиженской церкви Василий Павловича Богородского» (Вязники: типо-лит. С. К. Матренинского, 1891. — 47 с.); «Село Якушево и его окрестности» («Владимирские губернские ведомости». — 1869. — №№ 35—38), «Рассказы о кладах во Флорищевом бору» («Владимирские губернские ведомости». — 1869. — №№ 49).

## Семья
Сын, Пётр, был священником в селе Першино Шуйского уезда. Другой сын, Василий, после окончания Владимирской семинарии (1891) работал учителем Яропольческой двухклассной школы в Вязниках.